# Wirral (Halbinsel)

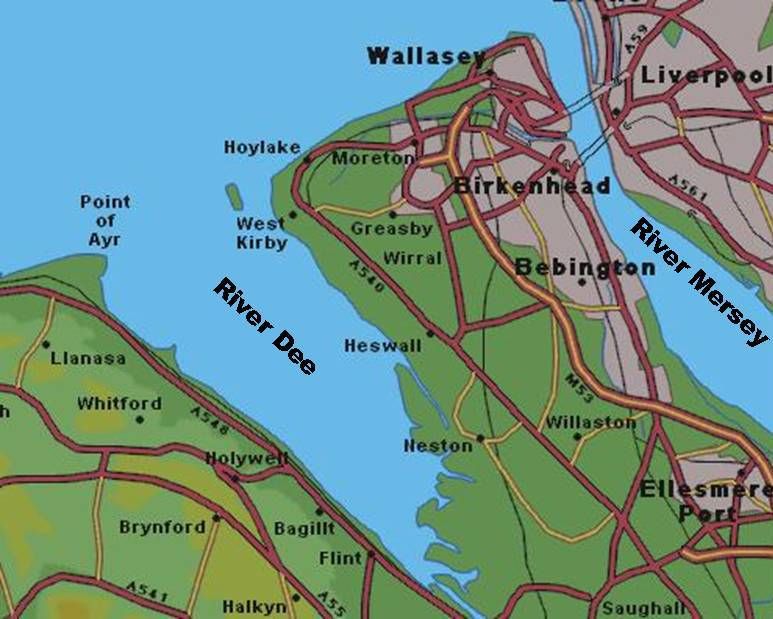
Die Wirral-Halbinsel liegt westlich von Liverpool.

Die Wirral-Halbinsel, kurz Wirral [ˈwɪrəl] oder The Wirral, ist eine Halbinsel in Nordwestengland zwischen Wales und Liverpool.

## Geographie
Wirral ist fast rechteckförmig mit etwa 20 km Länge und gut 10 km Breite. Begrenzt wird die Halbinsel im Westen durch das Ästuar des River Dee, der gleichzeitig die Grenze zum benachbarten Wales bildet, im Norden durch die Irische See und im Osten durch den River Mersey, an dessen jenseitigem Ufer die Großstadt Liverpool liegt.
Der größere, nördliche Teil der Halbinsel gehört zur Grafschaft Merseyside und bildet den Metropolitan Borough of Wirral. Dessen Verwaltungssitz ist die Stadt Wallasey hoch im Nordosten. Weitere Orte sind Bebington, Bidston, Birkenhead, Heswall, Hoylake, New Brighton und West Kirby. Der südliche Teil von Wirral gehört zur Grafschaft Cheshire.

## Kultur und Tourismus
Die reizvolle Landschaft mit ihren langen Sandstränden eignet sich gut für Freizeit- und Freiluftaktivitäten wie Spaziergänge oder Radwanderungen. Außer zahlreichen Hotels, Pubs, Restaurants und Kinos gibt es hier Kunstgalerien, Theater, Museen, Konferenzzentren und Kasinos, ferner mehr als zehn Golfplätze. Von Birkenhead legt die Mersey-Fähre ab, die 1965 von Gerry and the Pacemakers in dem Lied Ferry Cross the Mersey besungen wurde. In Woodside fährt noch immer die älteste Straßenbahn Europas und anbei gibt es seit 2009 die U-Boat Story Exhibition mit dem originalen, ehemals deutschen U-Boot U 534 zu besichtigen.

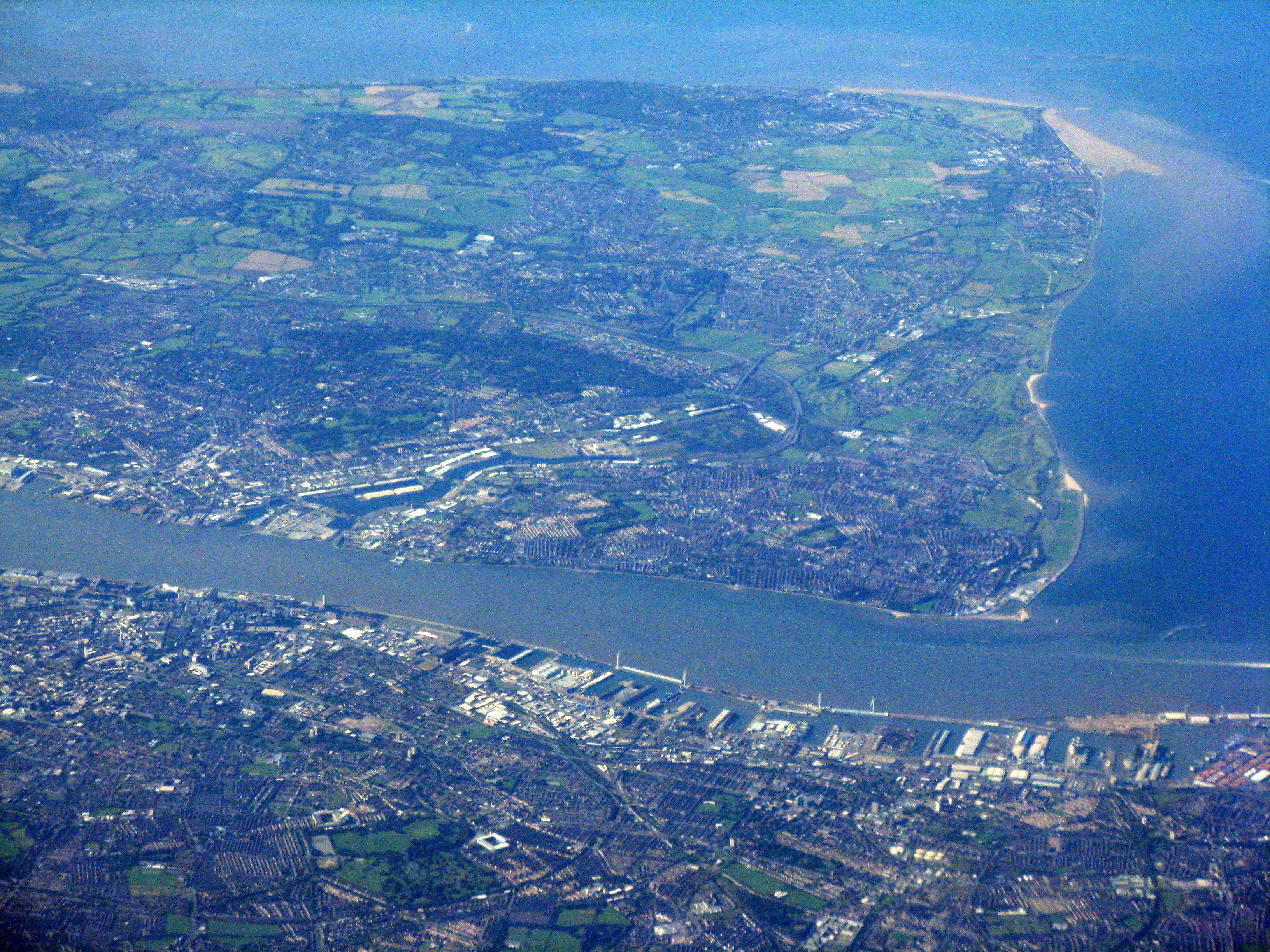
Luftaufnahme in Richtung West
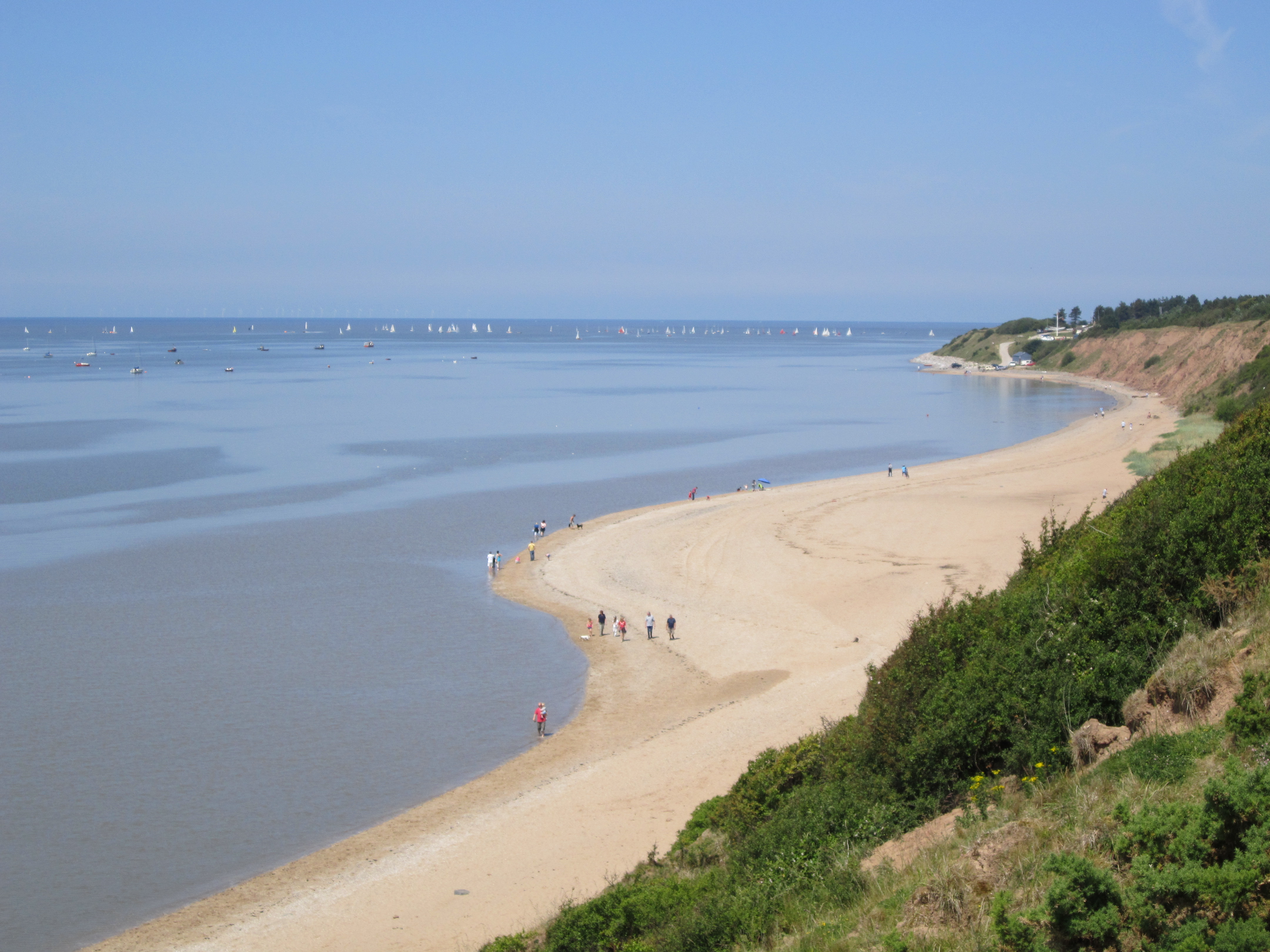
Strand bei Thurstaston
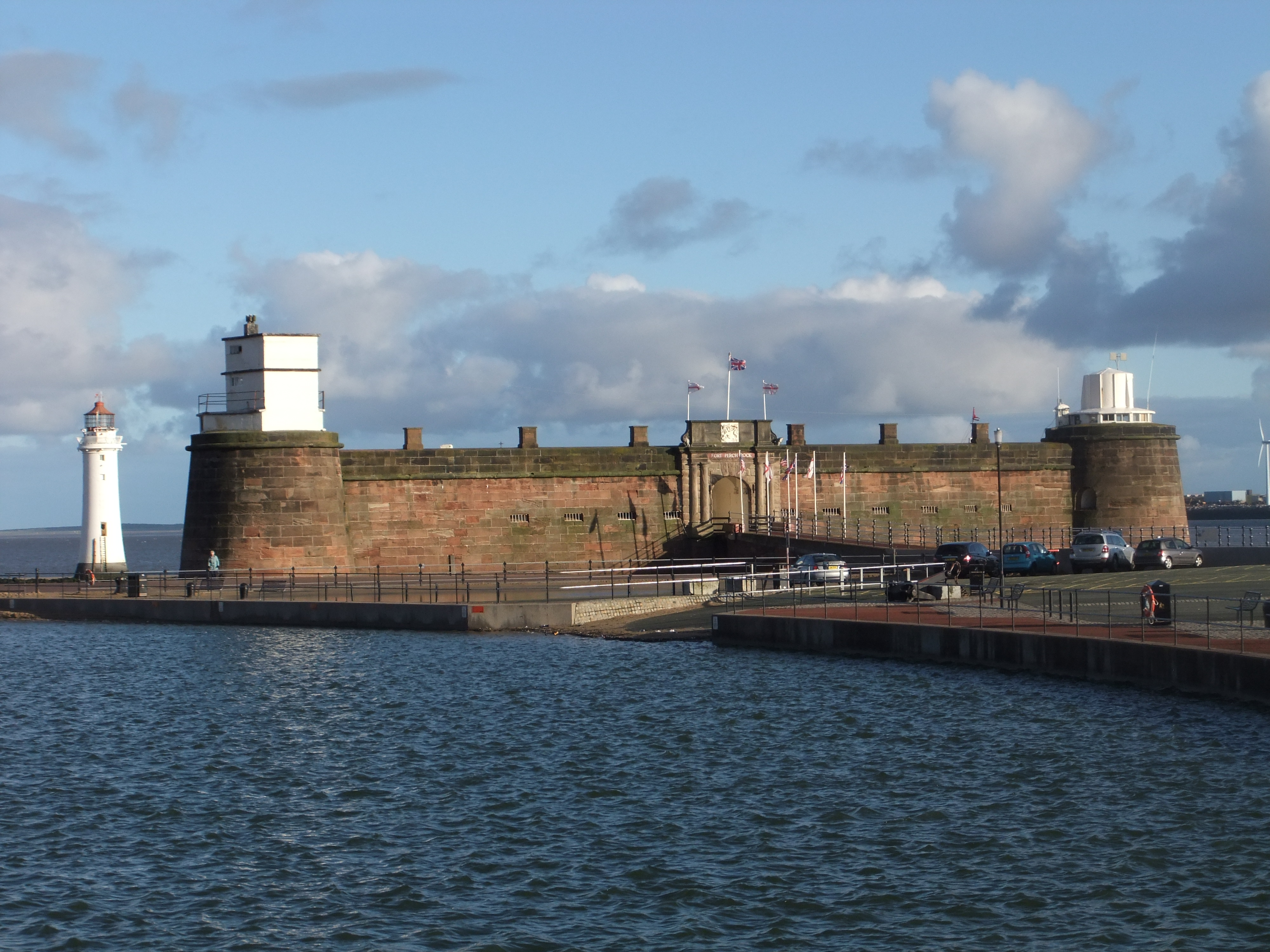
Das Fort Perch Rock
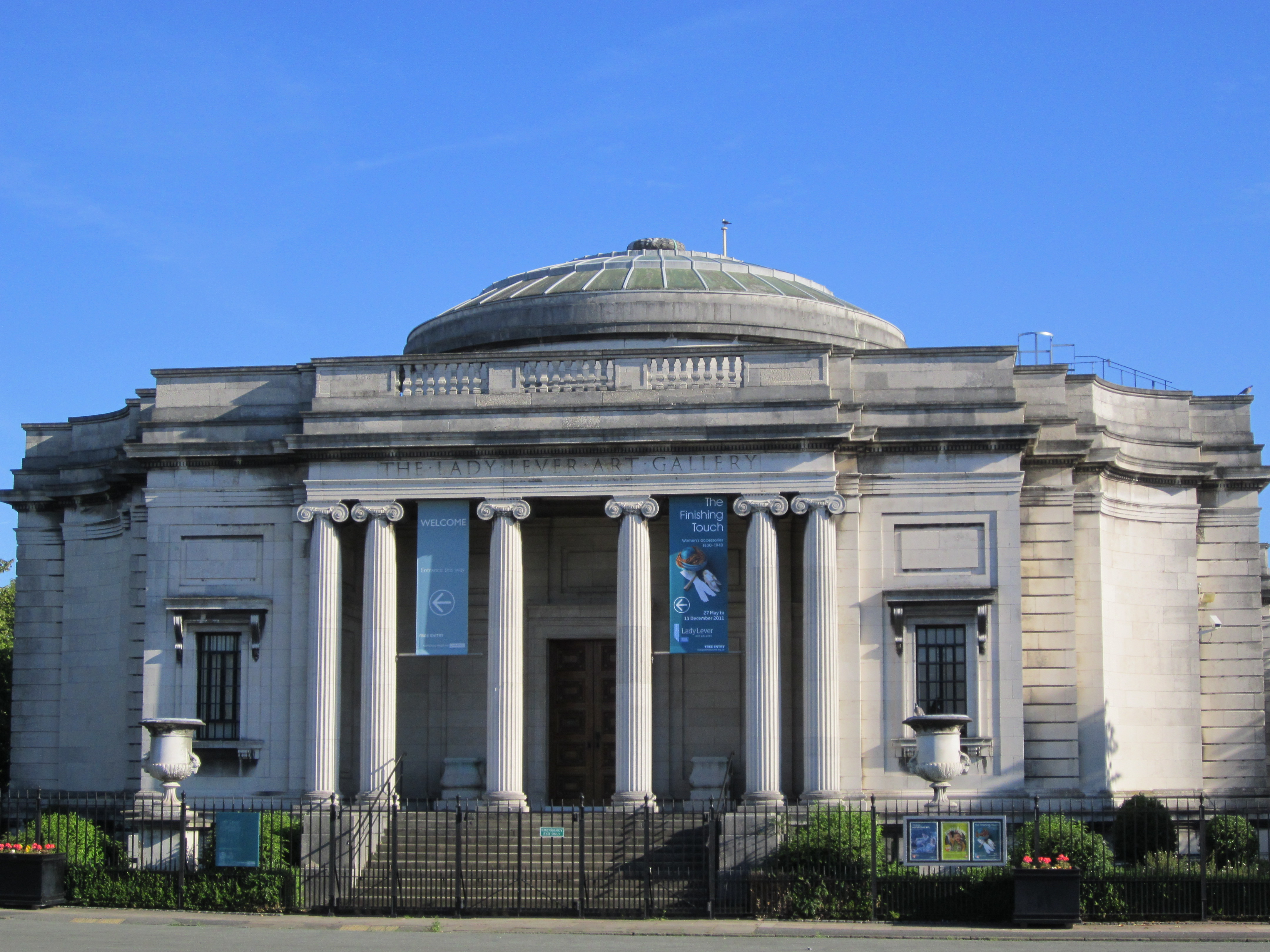
Die Kunstgalerie Lady Lever
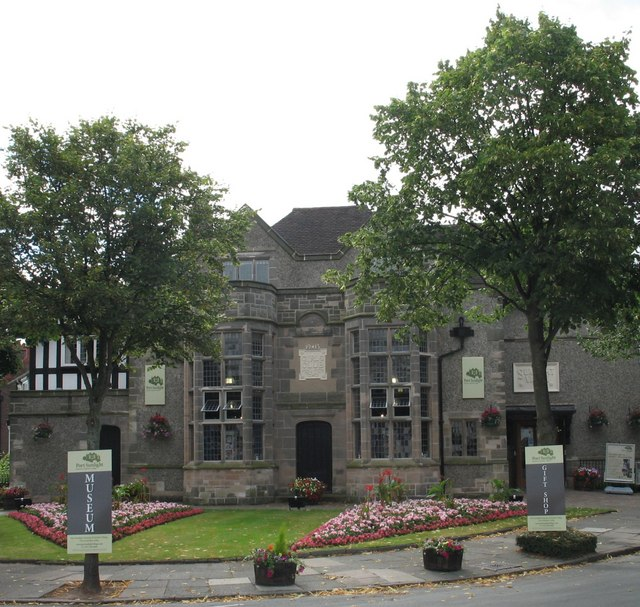
Das Museum Port Sunlight
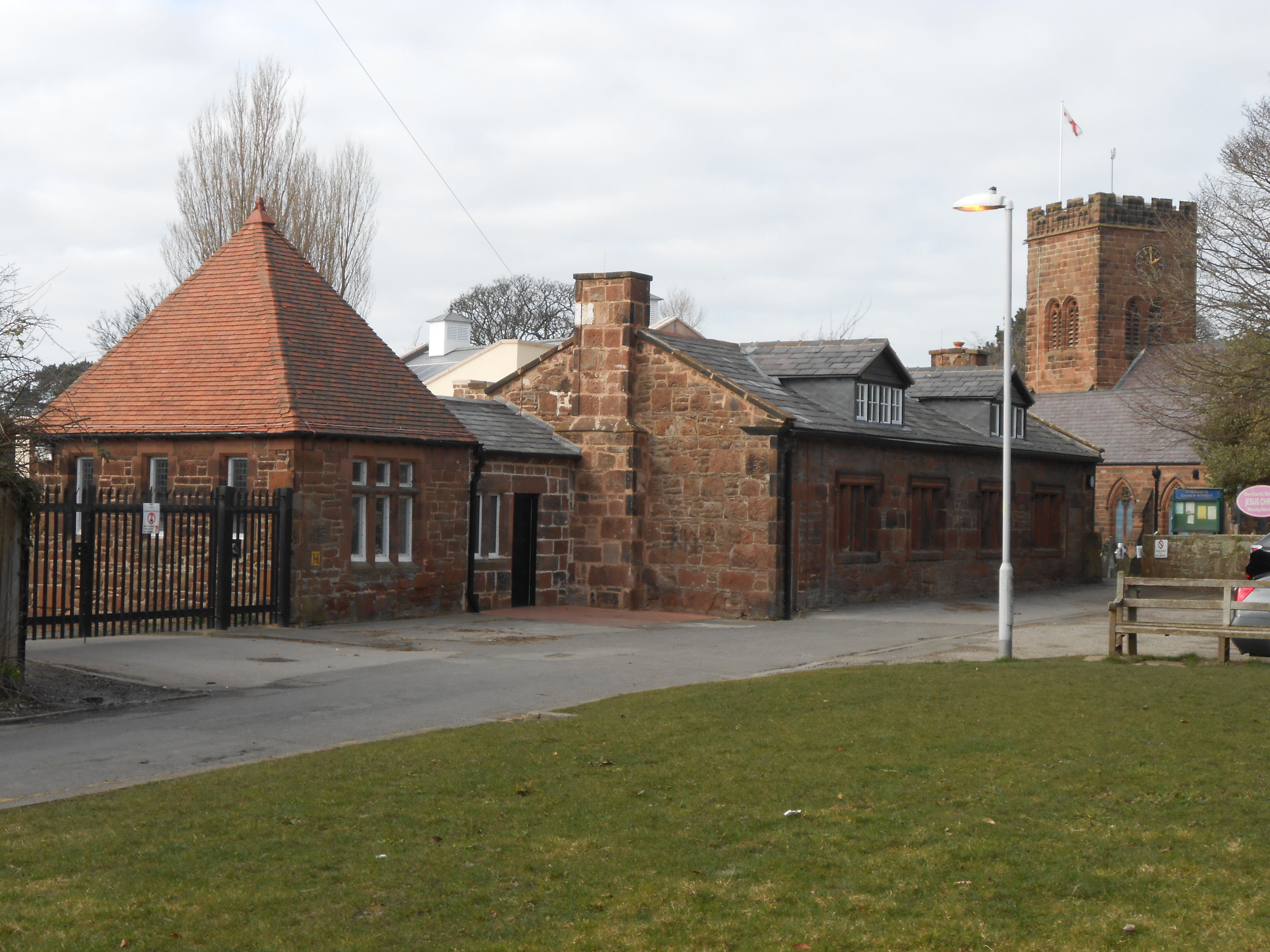
Das Museum Charles Dawson Brown
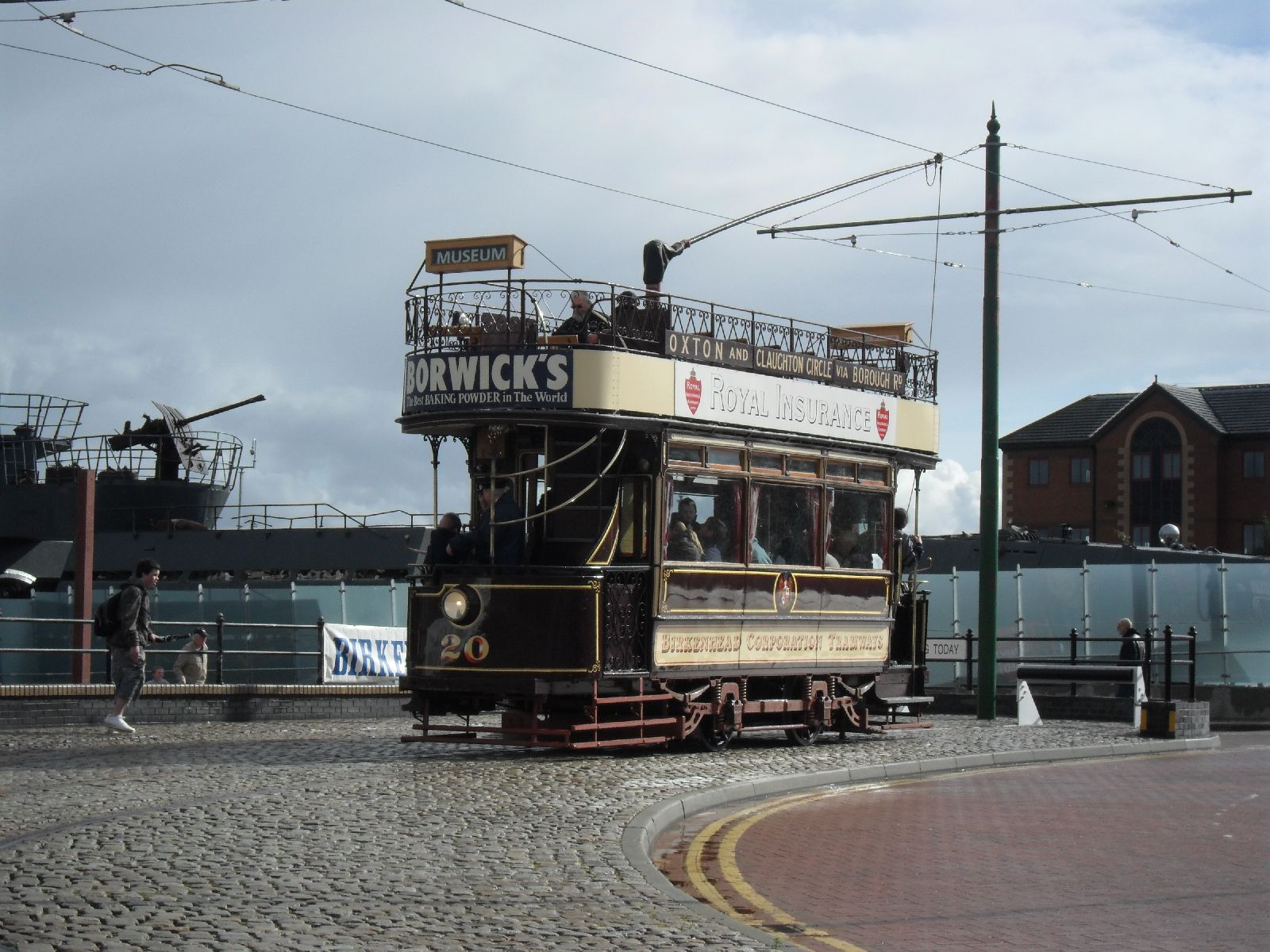
Historische Straßenbahn vor U 534
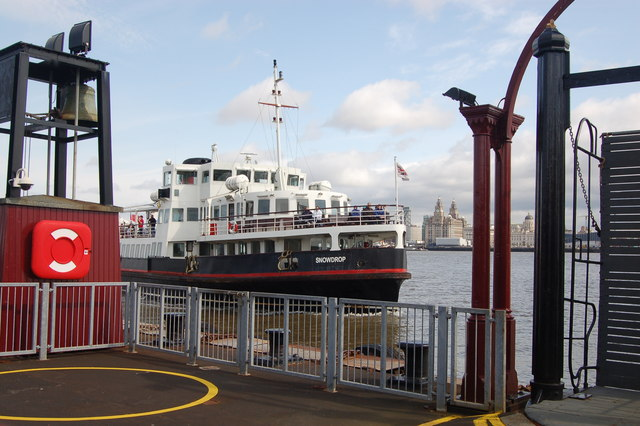
Fähre über den Mersey
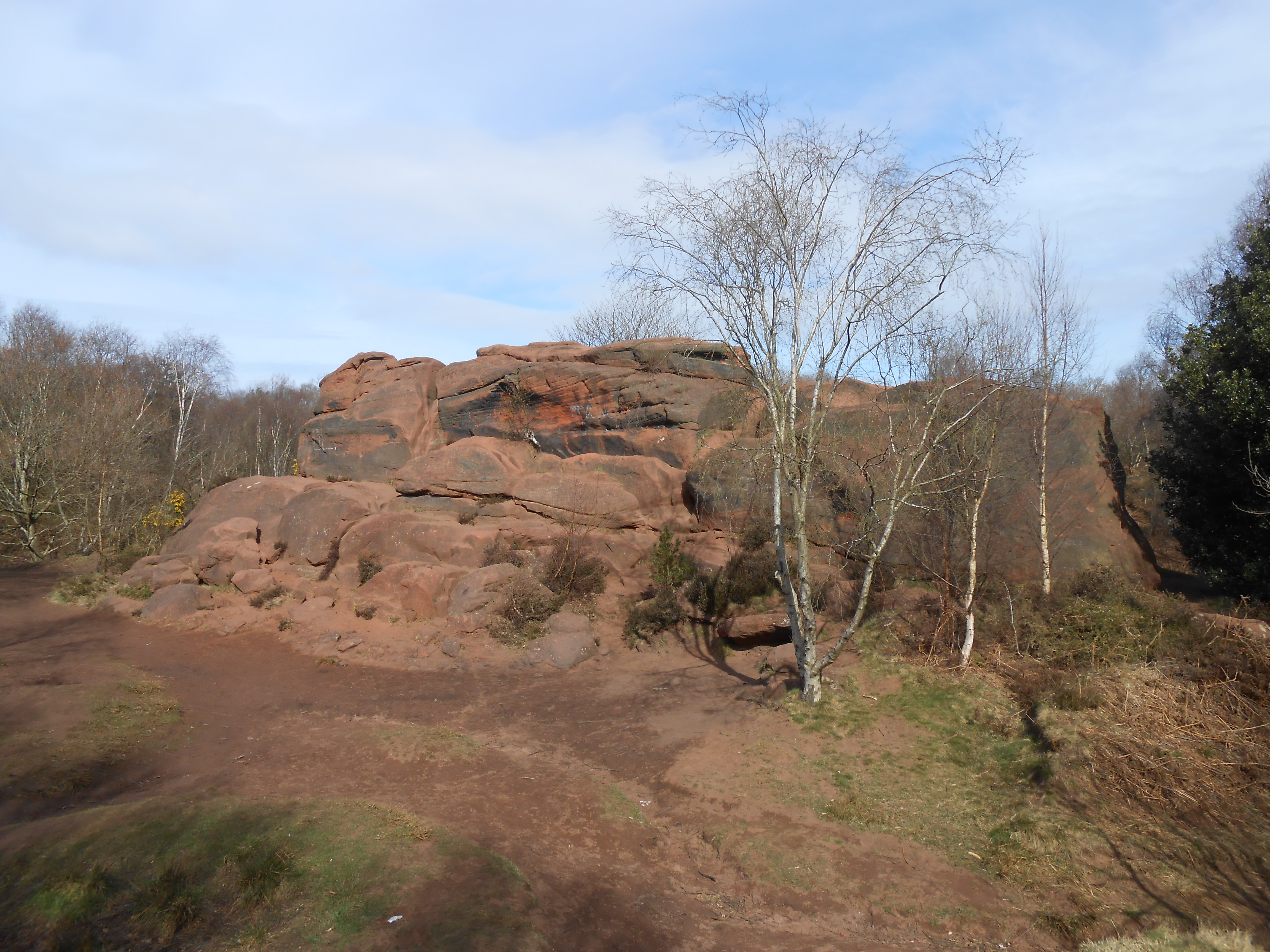
Thor’s Stone